# Especie en peligro crítico de extinción

La categoría «En peligro crítico» en la versión 3.1 de 2008 de la Lista Roja de la UICN

La categoría «En peligro crítico» en la versión 2.3 de 1994 de la Lista Roja de la UICN

Una especie se considera en peligro crítico de extinción (abreviado como CR) cuando, tras ser evaluada por la Unión Internacional para la Conservación de la Naturaleza (UICN), es clasificada en esta categoría e incluida en su Lista Roja por determinarse que enfrenta un riesgo extremadamente alto de extinción en estado silvestre.
Esta categoría incluye las especies que han mostrado una fuerte caída de entre un 80 % y un 90 % de su población en los últimos 10 años o 3 generaciones, fluctuaciones, disminución o fragmentación en su rango de distribución geográfica, o una población estimada siempre menor que 250 individuos maduros.
En consecuencia, la categoría denota un riesgo altísimo de extinción, exigiendo importantes medidas de conservación para prevenir la desaparición de la especie en el corto o mediano plazo. En el sistema de categorías de la UICN es el nivel de riesgo inmediatamente superior a en peligro (EN) y antes de ser una extinta en estado silvestre (EW).
En la versión 2008 de la Lista Roja, se incluyen en la categoría en peligro crítico 1665 taxones de animales, y 1575 de plantas. Otros grupos taxonómicos que tienen integrantes también en esta categoría son Basidiomycota (un taxón), Lecanoromycetes (un taxón) y Phaeophyceae (4 taxones).

## Clasificaciones similares
Algunos sistemas poseen similares categorías, por ejemplo:
- Bajo las clasificaciones de la Convención sobre el Comercio Internacional de Especies Amenazadas de Fauna y Flora Silvestres (CITES), las especies en peligro crítico de extinción están protegidas por el Apéndice I, que restringe su comercio solo a casos excepcionales.[5] Dentro de la Unión Europea el apéndices I ha sido rebautizado como apéndice A,[6] implementándose las medidas de protección, pues como apéndice A se incluyen especies que fuera de la U.E. serían considerada apéndice II de CITES.[7]
- La categoría G1 otorgada por la organización conservacionista NatureServe incluye todas las especies que se encuentran "en peligro crítico" de desaparecer a nivel mundial.[8]
- La categoría "en peligro crítico" del Acta de Protección Medioambiental y Conservación de la Biodiversidad de 1999 de Australia, incluye las especies de ese país que tras ser evaluadas coinciden con criterios similares a estos.[9]
- El criterio "A nivel nacional crítico" (NC) del Sistema de Clasificación de Amenazas de Nueva Zelanda también incluye criterios con especies similares a los de la categoría equivalente de la Lista Roja.[10]

## Ejemplos de anfibios
- Ambystoma mexicanum (ajolote)
- Andrias davidianus (salamandra gigante china)
- Atelopus carbonerensis (ranita amarilla de la carbonera)
- Atelopus cruciger (rana arlequín de Rancho Grande)
- Atelopus mucubajiensis (sapito arlequín de Mucubaji)
- Atelopus oxyrhynchus (arlequín de Mérida)
- Atelopus zeteki (rana dorada de Panamá)
- Calotriton arnoldi (tritón del Montseny)
- Eleutherodactylus eneidae (coquí de Eneida)
- Phyllomedusa ayeaye (rana Arborícolar Reticulada)
- Pleurodema somuncurense (rana de Somuncurá)

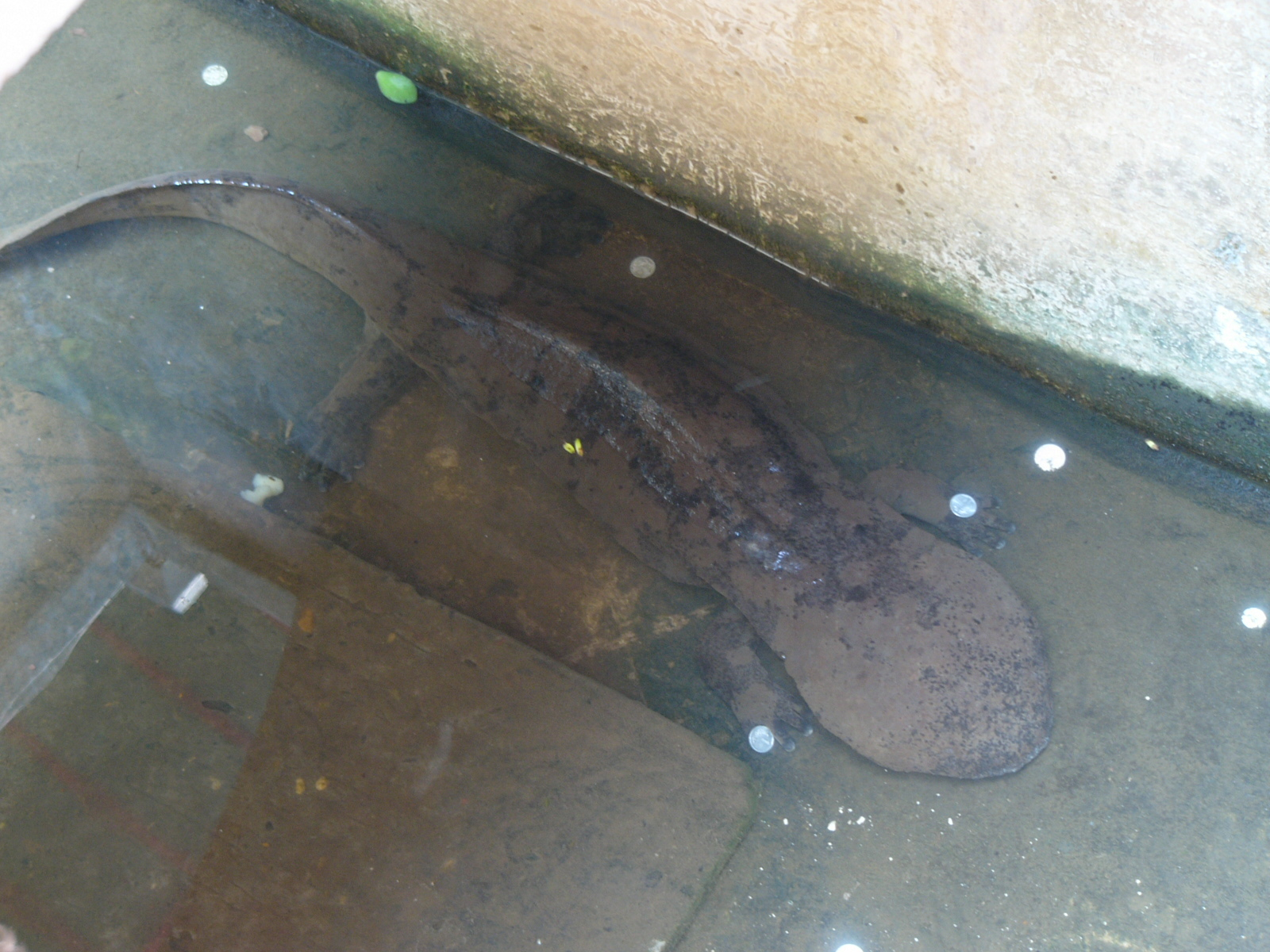
Salamandra gigante china
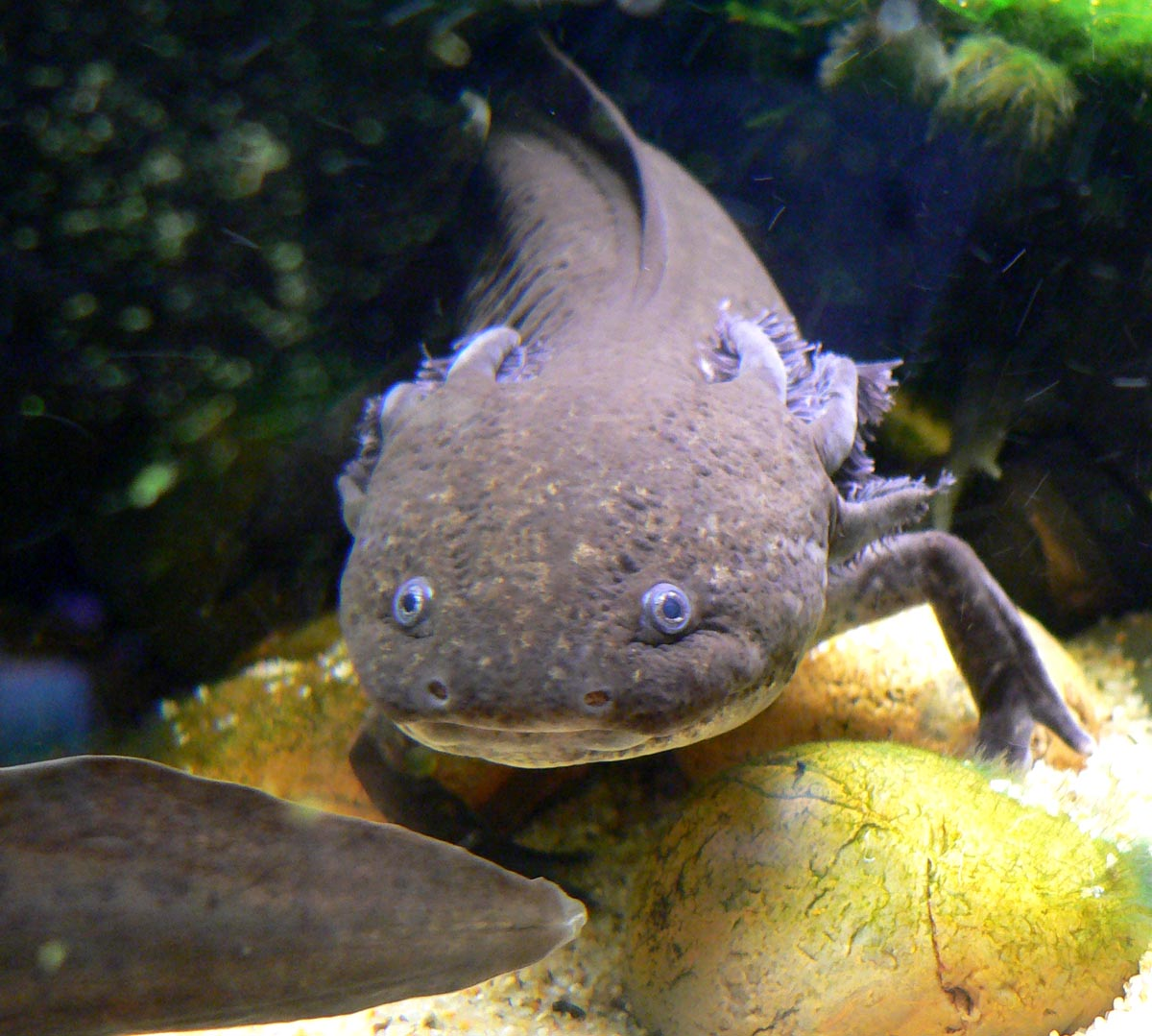
Ajolote
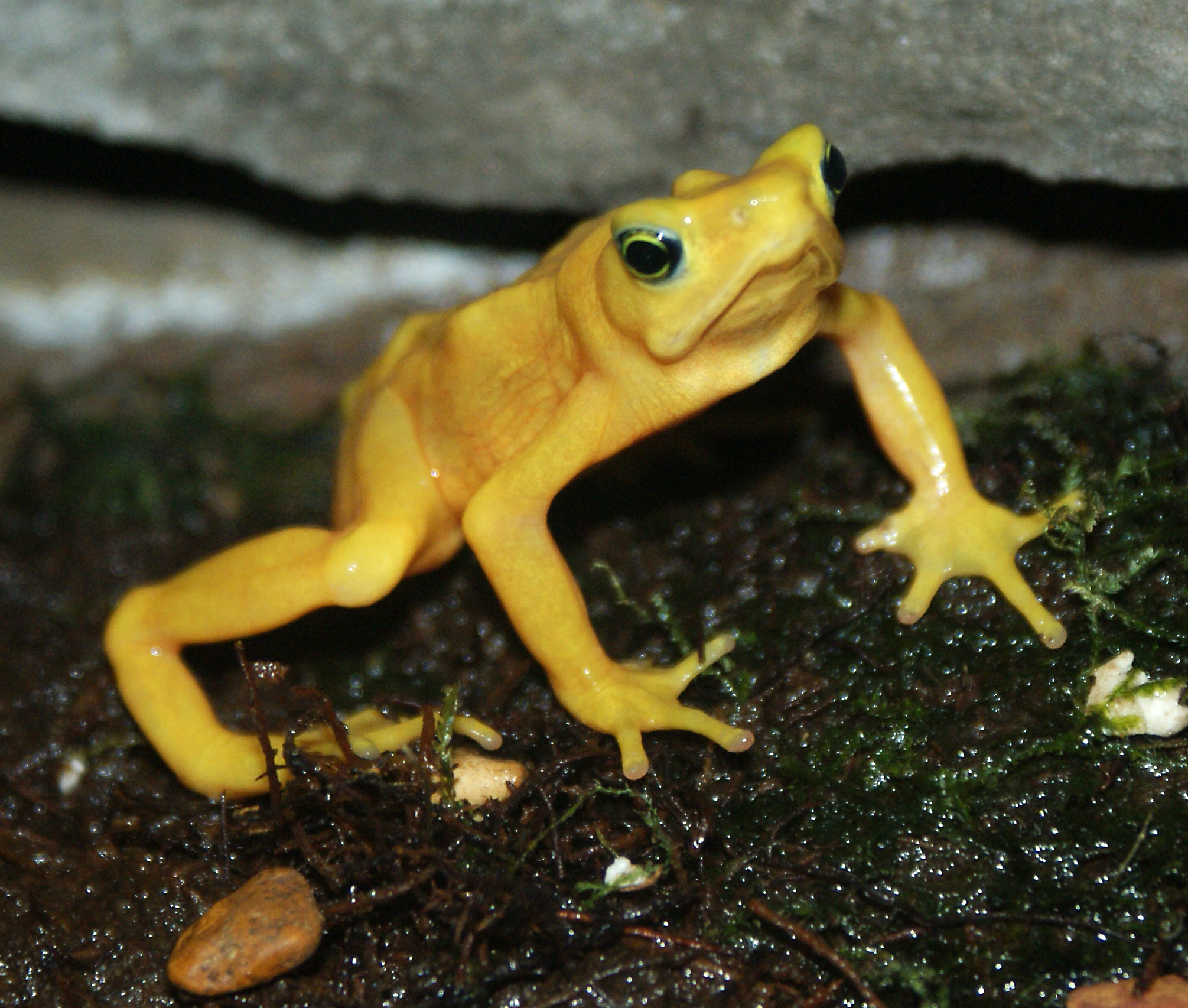
Rana dorada de Panamá

## Ejemplos de aves
- Cyanoramphus cookii (perico de Norfolk)
- Eriocnemis godini  (calzadito turquesa)
- Columba argentina  (paloma plateada)
- Tetrao urogallus cantabricus (urogallo cantábrico)
- Neophema chrysogaster (periquito ventrinaranja)
- Nisaetus floris (águila-azor de Flores)
- Phoebastria irrorata (albatros de las Galápagos)
- Pterodroma phaeopygia (petrel de las Galápagos)
- Buteo ridgwayi (busardo de la Española)
- Cyanoramphus malherbi (perico maorí montano)
- Alauda razae (alondra de Raso)
- Hapalopsittaca fuertesi (loro coroniazul)
- Pseudobulweria becki (petrel de Beck)
- Crax alberti (paujil colombiano)
- Heteromirafra archeri (alondra de Archer)
- Haliaeetus vociferoides (pigargo malgache)
- Pterodroma caribbaea (petrel jamaicano)
- Lepidopyga lilliae (colibrí cienagueo)
- Glaucidium mooreorum (mochuelo pernambucano)
- Cissa thalassina (urraca colicorta de Java)
- Prioniturus verticalis (lorito momoto de las Sulú)
- Cacatua sulphurea (cacatúa Sulfúrea)
- Cacatua haematuropygia (cacatúa filipina)
- Pithecophaga jefferyi (águila filipina)
- Dicaeum quadricolor (picaflores de Cebú)
- Trigonoceps occipitalis (buitre cabeciblanco)
- Ortalis remota (charata)
- Camarhynchus heliobates (pinzón de Darwin manglero)
- Camarhynchus pauper (pinzón arbóreo mediano)
- Rhinoptilus bitorquatus (corredor del Godavari)
- Pampusana erythroptera  (paloma perdiz de Tuamotu)
- Aceros waldeni (calao Grande de Walden)
- Rowettia goughensis (semillero de Gough)
- Eriocnemis mirabilis (colibrí de zamarros blancos)
- Coracornis sanghirensis (silbador de la Sangir)
- Corvus kubaryi (cuervo de las Marianas)
- Corvus unicolor (cuervo de las Banggai)
- Gallinula silvestris (gallineta de San Cristóbal)
- Nisaetus floris (águila-azor de Flores)
- Diomedea dabbenena (albatros de Tristán)
- Gyps africanus (buitre dorsiblanco africano)
- Gyps rueppelli (buitre de Ruppell)
- Zosterops conspicillatus (anteojitos embridado)
- Pauxi unicornis (paujil unicornio)
- Eurynorhynchus pygmeus (correlimos cuchareta)
- Atlapetes blancae (atlapetes antioqueño)
- Gyps indicus (buitre de pico largo)
- Gallirallus lafresnayanus (rascón de Nueva Caledonia)
- Leptodon forbesi (milano acollarado blanco)
- Pseudibis davisoni (ibis de Davidson)
- Gyps tenuirostris (buitre picofino)
- Thalasseus bernsteini (charrán chino)
- Ardea insignis (garza de vientre blanco)
- Pyrrhura griseipectus (cotorra de pecho gris)
- Necrosyrtes monachus (alimoche sombrío)
- Himantopus novaezelandiae (cigüeñuela de Nueva Zelanda)
- Emberiza aureola (Escribano aureolado)
- Amazona auropalliata (loro de nuca amarilla)
- Amazona imperialis (loro imperial)
- Amazona lilacina (loro de lores rojas)
- Amazona vittata (cotorra puertorriqueña)
- Amazona gomezgarzai (amazona de alas azules) *no es válida*
- Neophron percnopterus majorensis (alimoche canario)
- Athene blewitti (mochuelo de Blewitt)
- Didunculus strigirostris (paloma manumea)
- Vanellus gregarius (avefría sociable)
- Tadorna cristata (tarro coreano)
- Calyptura cristata (cotinguita reyezuelo)
- Ara rubrogenys (guacamayo de frente roja)
- Ara ambiguus (guacamayo ambiguo)
- Ara ambiguus guayaquilensis (guacamayo de Guayaquil)
- Ara glaucogularis (guacamayo barbazul)
- Cyanopsitta spixii (guacamayo de Spix)
- Anodorhynchus glaucus (guacamayo glauco)
- Pseudobulweria aterrima (petrel de reunión)
- Coracina newtoni (oruguero de Reunión)
- Numenius tenuirostris (zarapito fino)
- Podiceps taczanowskii  (zambullidor del Junín)
- Aythya innotata (porrón malgache)
- Campephilus imperialis (carpintero imperial)
- Campephilus principalis (pájaro carpintero pico de marfil)
- Pseudobulweria macgillivrayi (petrel de las Fiyi)
- Carpococcyx viridis (cuco terrestre de Sumatra)
- Otus moheliensis (autillo de Moheli)
- Otus pauliani (autillo de las Comoras)
- Otus siaoensis (autillo de Siao)
- Coeligena orina  (colibrí del sol)
- Numenius borealis (zarapito polar)
- Gallicolumba keayi  (paloma apuñalada de Negros)
- Gallicolumba menagei  (paloma apuñalada de Tawitawi)
- Gallicolumba platenae  (Paloma apuñalada de Mindoro)
- Centropus steerii (cucal de Mindoro)
- Vanellus macropterus (avefría javanesa)
- Pseudibis gigantea (ibis gigante)
- Sephanoides fernandensis (colibrí de Juan Fernández)
- Eulidia yarrellii (colibrí de Arica)
- Bostrychia bocagei (ibis oliváceo enano de Santo Tome)
- Fregata andrewsi (fragata de la isla de Navidad)
- Charmosyna amabilis (lori gorgirrojo)
- Charmosyna diadema (lori diadema)
- Charmosyna toxopei (lori de Buru)
- Vini ultramarina (lori ultramar)
- Gymnogyps californianus (cóndor californiano)
- Leucocarbo onslowi (cormorán de las Chatham)
- Puffinus mauretanicus (pardela balear)
- Gyps bengalensis (buitre dorsiblanco bengalí)
- Pipile pipile  (pava de trinidad)
- Houbaropsis bengalensis (sisón bengalí)
- Celeus obrieni (pájaro carpintero del Parnaíba)
- Ptilinopus arcanus  (tilopo de Negros)
- Mergus octosetaceus (pato serrucho brasileño)
- Aythya baeri (porrón de Baer)
- Pternistis ochropectus  (francolín de Yibuti)
- Palmeria dolei (akohekohe)
- Sapheopipo noguchii (pito de Okinawa)
- Chondrohierax wilsonii (gavilán sonso)
- Podiceps gallardoi (macá tobiano)
- Anas laysanensis (ánade de Laysán)
- Puffinus auricularis (pardela de Townsend)
- Apalis fuscigularis (apalis de los Taita)
- Todiramphus gambieri (alción de la Niau)
- Todiramphus godeffroyi (alción de las Marquesas)
- Sarcogyps calvus (buitre de cabeza roja)
- Cyanoliseus patagonus bloxami (loro tricahue)
- Aegotheles savesi (egotelo de Nueva Caledonia)
- Strigops habroptilus (kakapo)
- Lophornis brachylophus (coqueta cresticorta)
- Ophrysia superciliosa  (codorniz del Himalaya)
- Leucogeranus leucogeranus (grulla siberiana)
- Rhinoplax vigil (cálao de yelmo)
- Paraclaravis geoffroyi  (tortolita morada)
- Columbina cyanopis  (tortolita amarillenta)
- Eriocnemis nigrivestis (zamarrito Pechinegro)
- Anthracoceros montani (cálao de las Sulu)

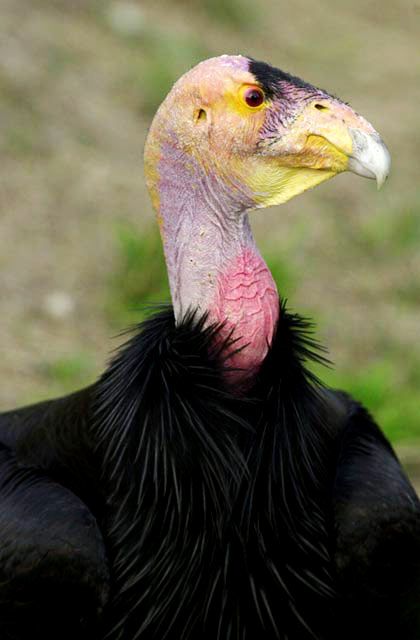
Cóndor californiano
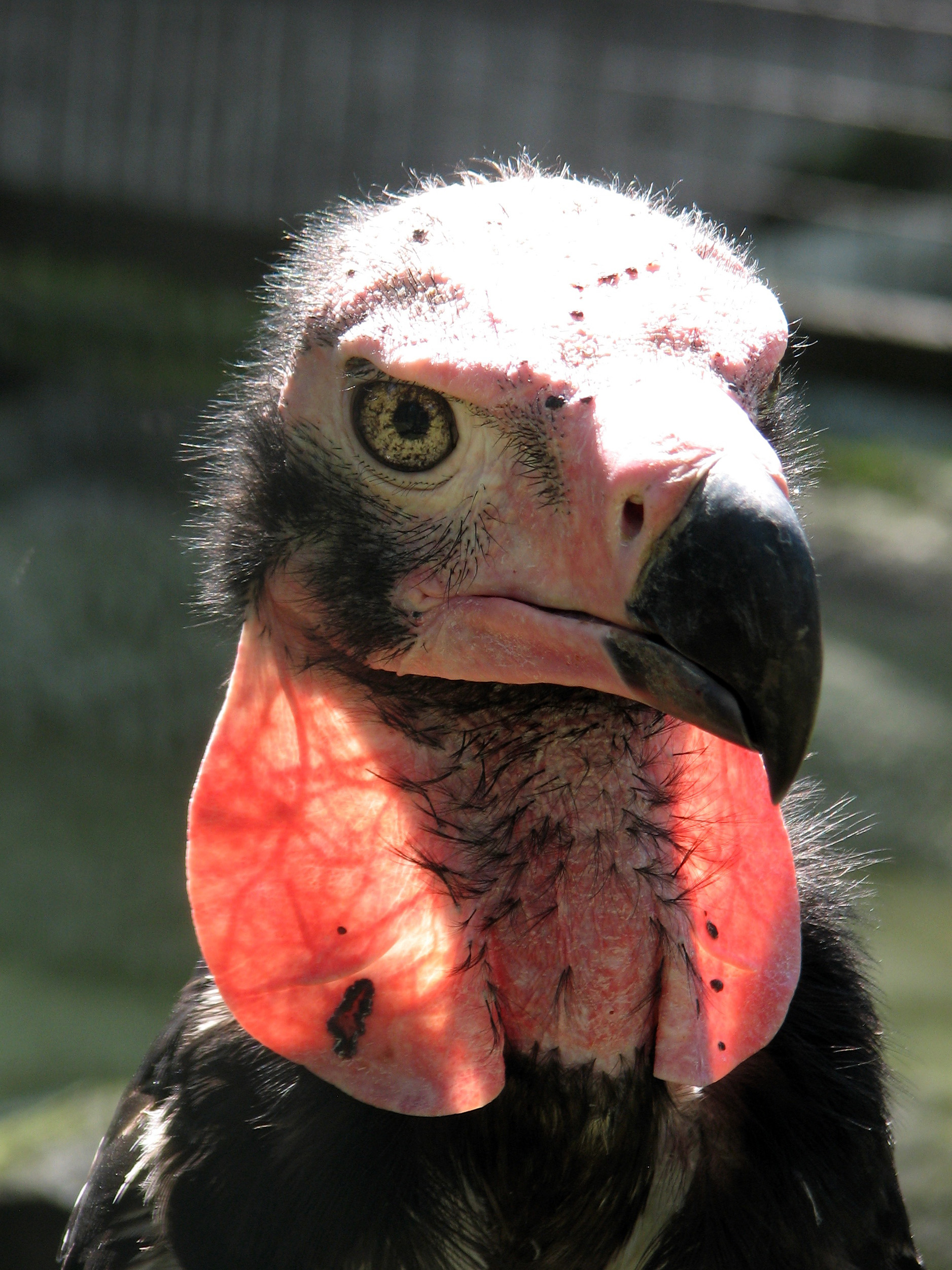
Buitre de cabeza roja
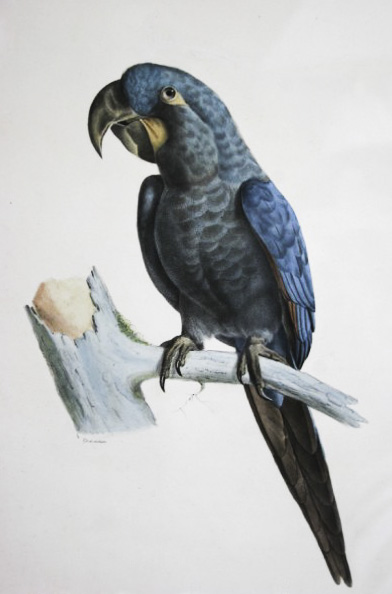
Guacamayo glauco
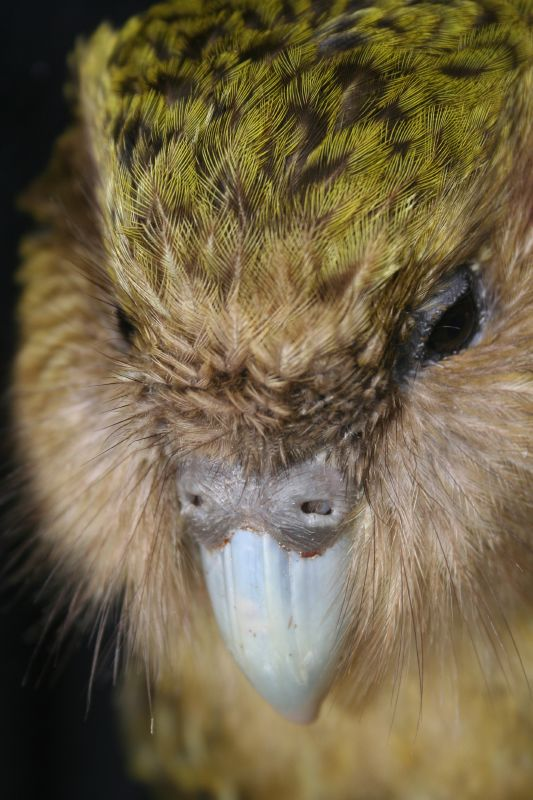
Kakapo
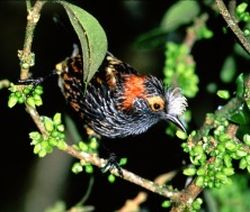
Akohekohe

## Ejemplos de mamíferos
- Acinonyx jubatus venaticus (guepardo asiático)
- Addax nasomaculatus (antílope Addax)
- Aproteles bulmerae (murciélago de la fruta de Bulmer)
- Bunolagus monticularis (conejo ribereño de Sudáfrica)
- Camelus ferus (camello bactriano salvaje)
- Canis rufus (lobo rojo)
- Cavia intermedia (Cuyo de Santa Catarina)
- Diceros bicornis (rinoceronte negro)
- Gorilla beringei (gorila oriental)
- Gorilla gorilla (gorila occidental)
- Lasiorhinus krefftii (wombat del norte)
- Macaca nigra (macaco negro crestado)
- Manis pentadactyla (pangolín chino)
- Nanger dama (gacela dama)
- Panthera pardus nimr (leopardo árabe)
- Panthera pardus orientalis (leopardo de Amur)
- Panthera tigris sumatrae (tigre de Sumatra)
- Phocoena sinus (vaquita marina)
- Pongo pygmaeus (orangután de Borneo)
- Pteropus molossinus (zorro volador de Carolina)
- Rhinoceros sondaicus (rinoceronte de Java)
- Sapajus xanthosternos (mono capuchino de pecho amarillo)
- Sus cebifrons (jabalí de las Visayas)

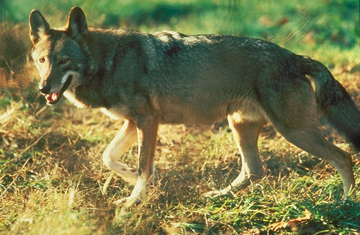
Lobo rojo
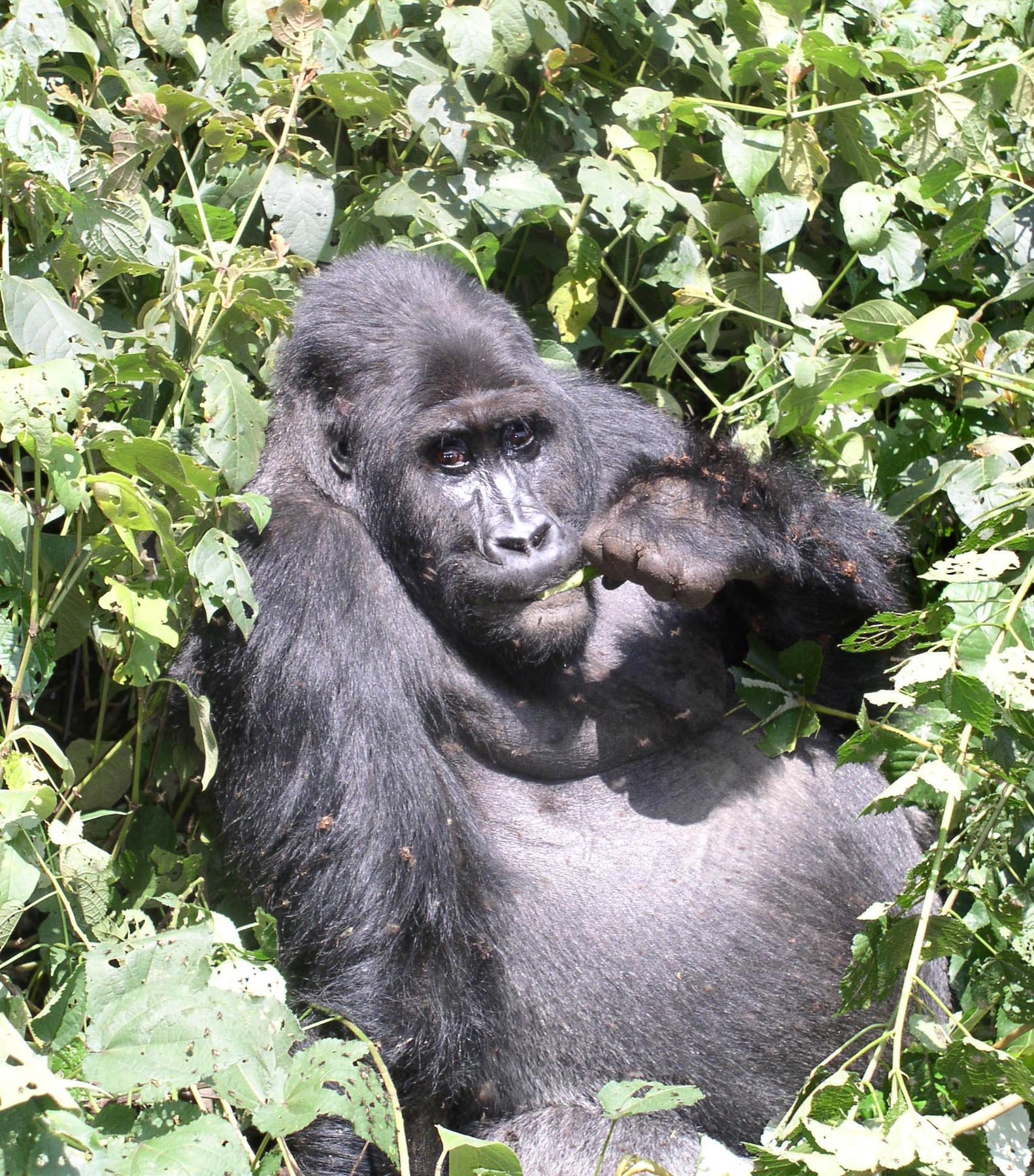
Gorila oriental
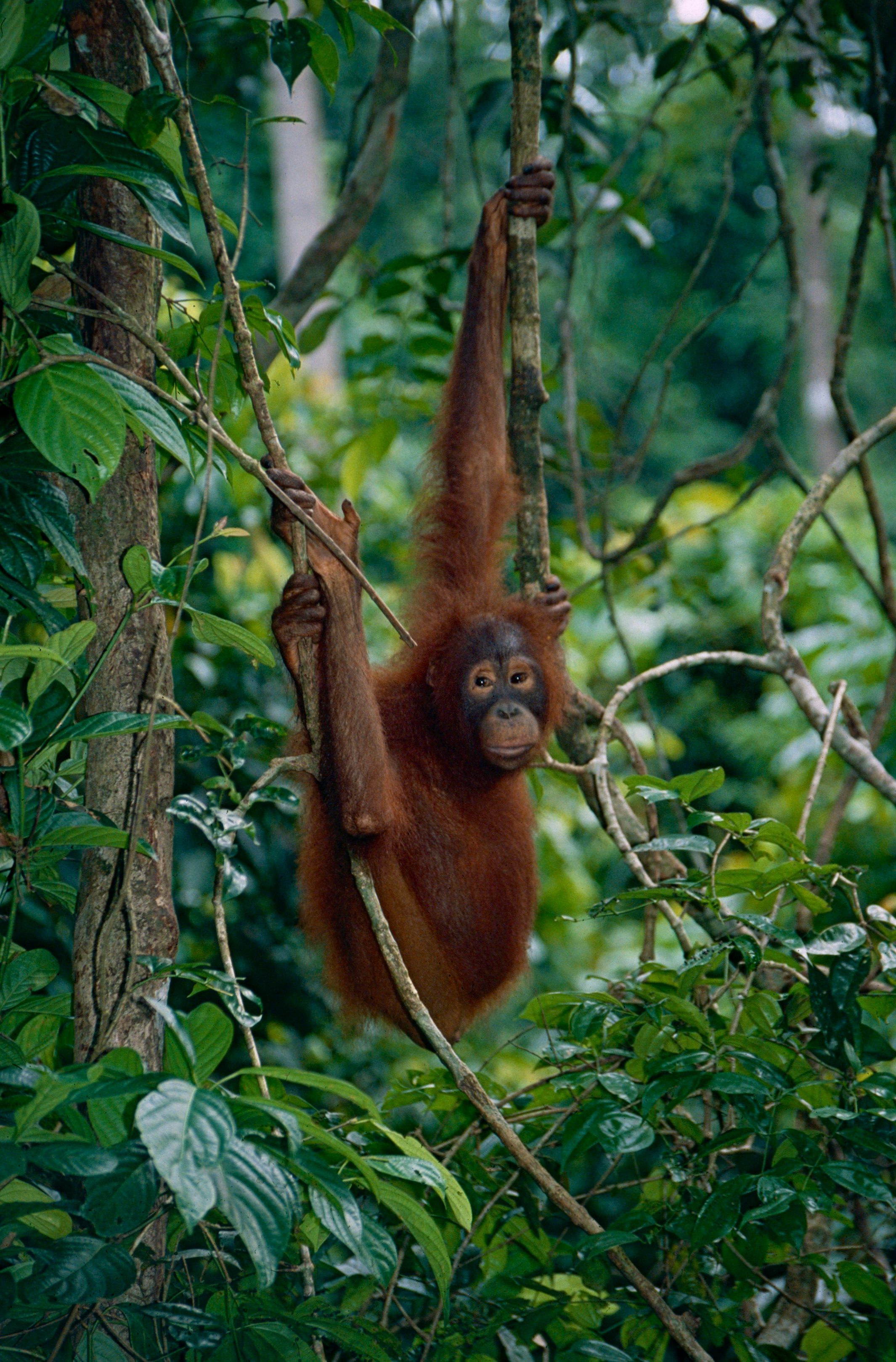
Orangután de Borneo
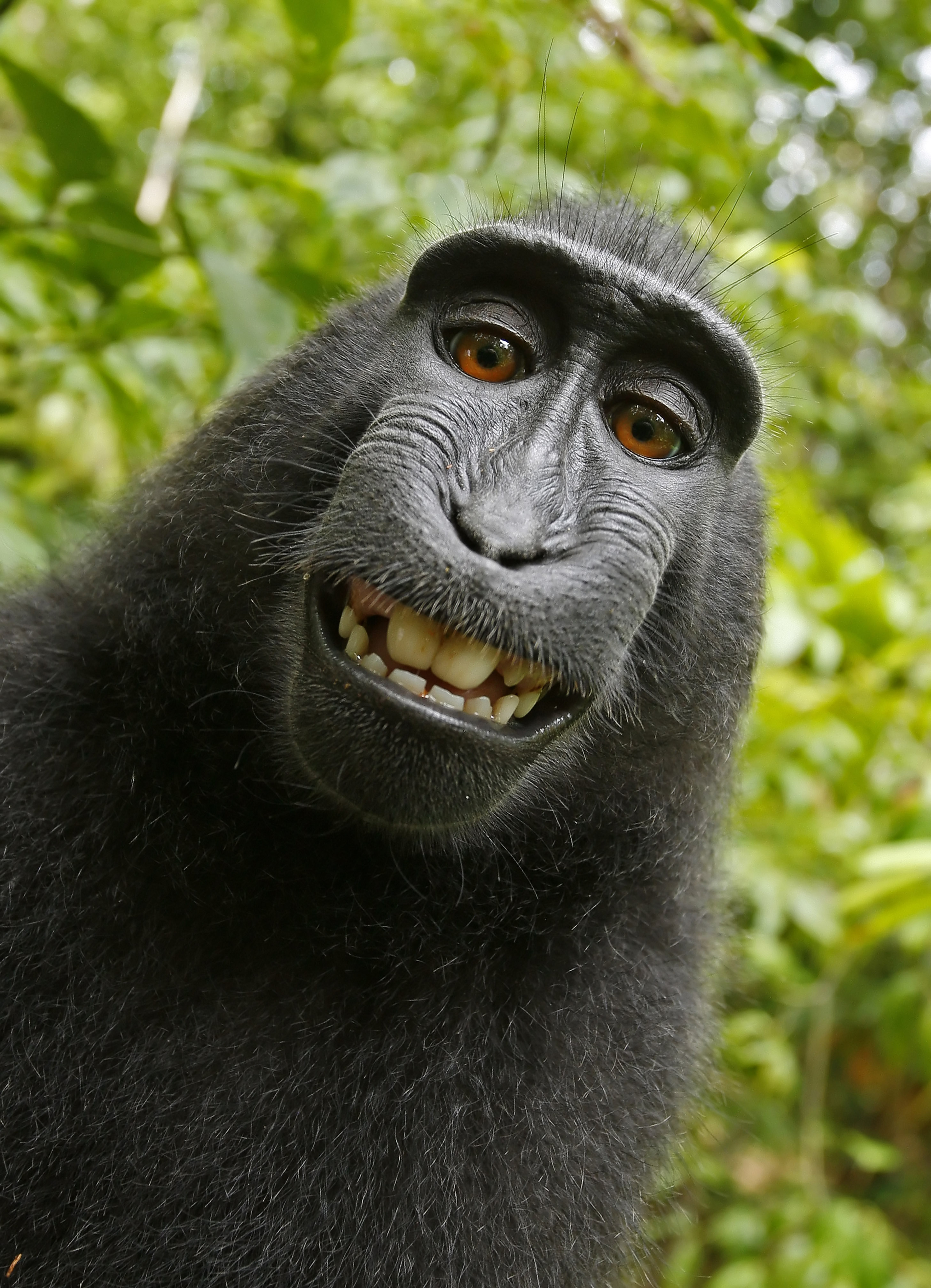
Macaco negro crestado
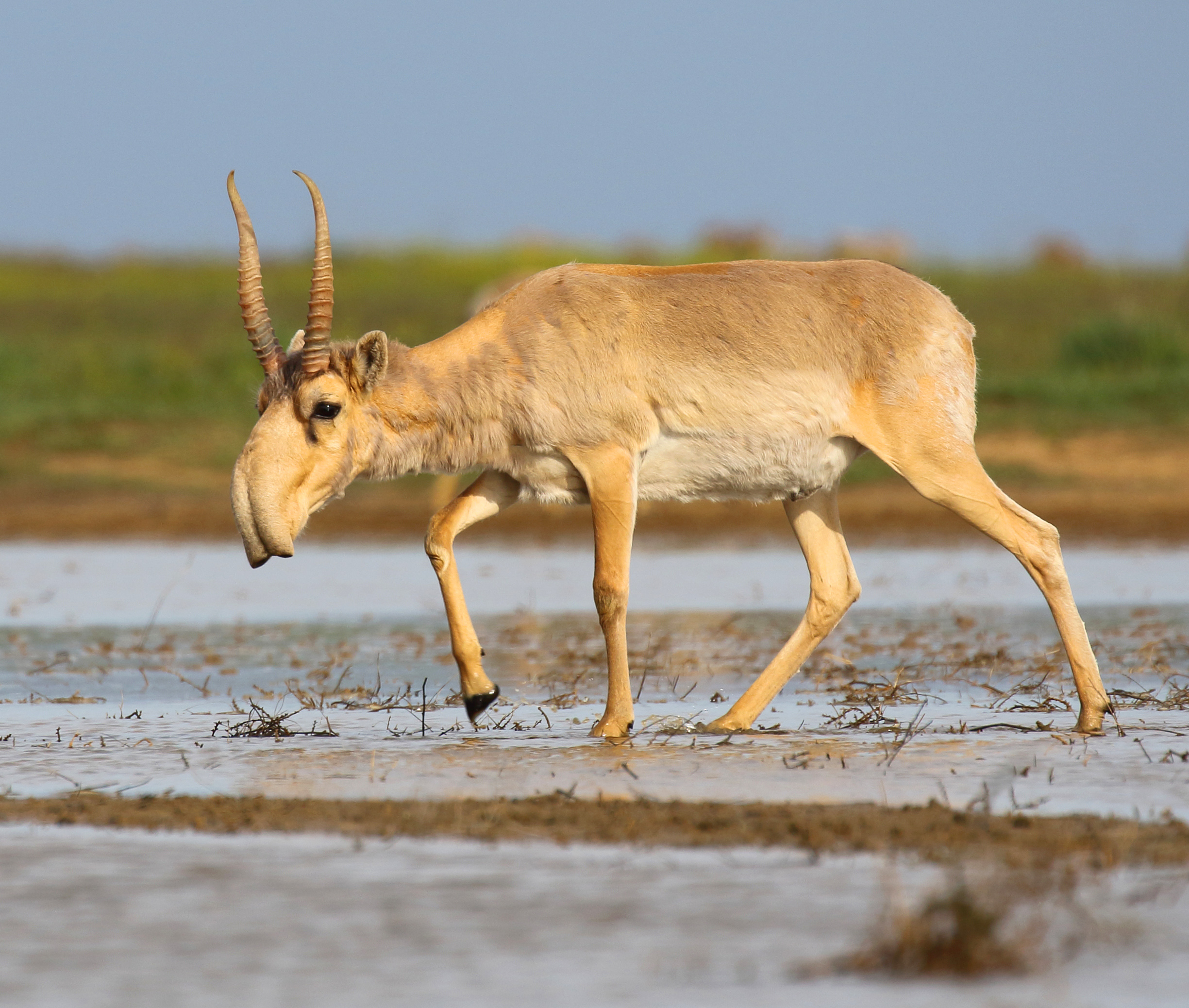
Saiga
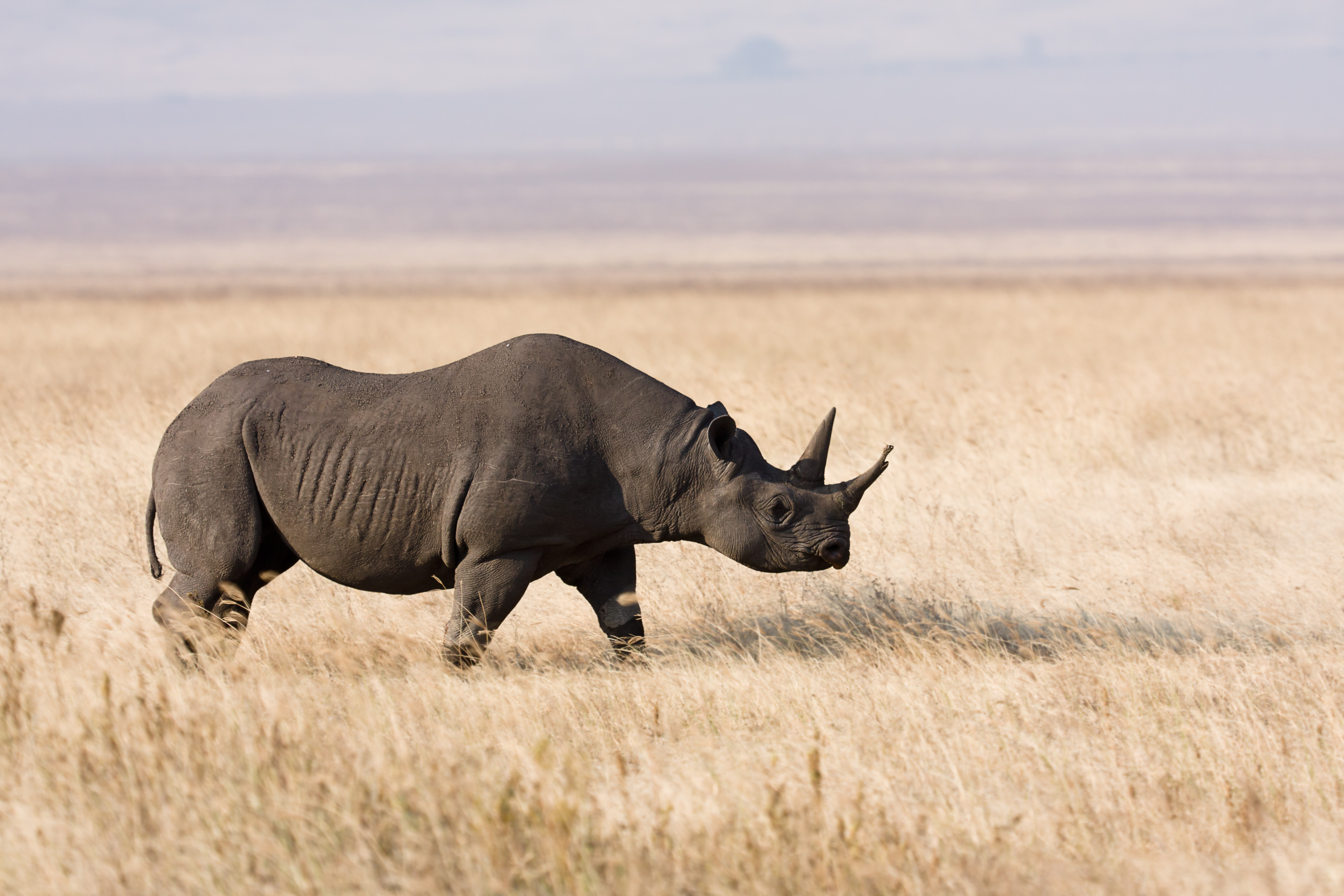
Rinoceronte negro

## Ejemplos de peces
- Acipenser sturio (esturión común)
- Anguilla anguilla (anguila europea)
- Dipturus batis (raya noruega)
- Glyphis gangeticus (tiburón del Ganges)
- Latimeria chalumnae (celacanto de Comores)
- Oncorhynchus apache (trucha apache)
- Pangasianodon gigas (pez gato gigante del Michoacán Mekong)
- Pangasius sanitwongsei (tiburón de Tailandia)
- Salmo carpio (carpione del lago Garda)
- Thunnus maccoyii (atún del sur)
- Totoaba macdonaldi (totoaba)
- Valencia hispanica (samarugo)

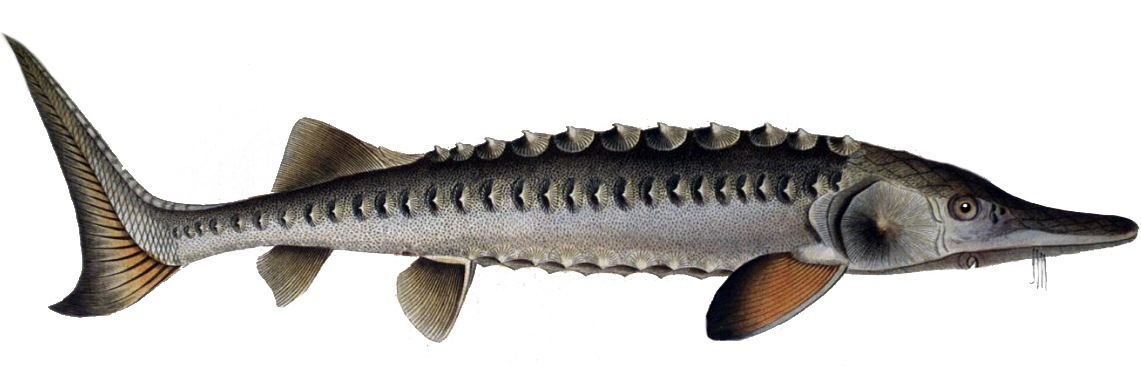
Esturión común
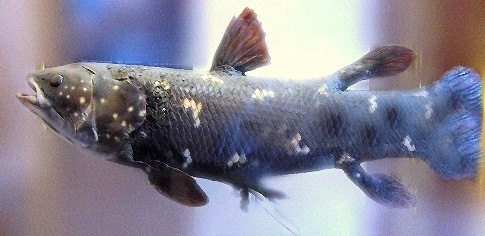
Celacanto de Comores
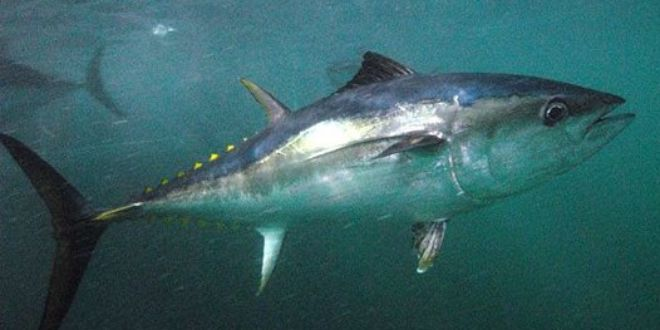
Atún rojo del sur

## Ejemplos de reptiles
- Alligator sinensis (aligátor chino)
- Anolis gorgonae (lagarto azul de gorgona)
- Apalone atra (tortuga de cuatro ciénegas)
- Brachylophus vitiensis (iguana crestada de Fiyi)
- Crocodylus intermedius (cocodrilo del Orinoco)
- Cuora trifasciata (tortuga de caja rayada)
- Cyclura ricordi (iguana de Ricord)
- Eretmochelys imbricata (tortuga carey)
- Gallotia auaritae (lagarto gigante de La Palma)
- Heloderma charlesbogerti (lagarto enchaquirado del valle de Motagua)
- Lepidochelys kempii (tortuga de Ridley o lora)
- Rafetus swinhoei (tortuga de caparazón blando de Shanghái)

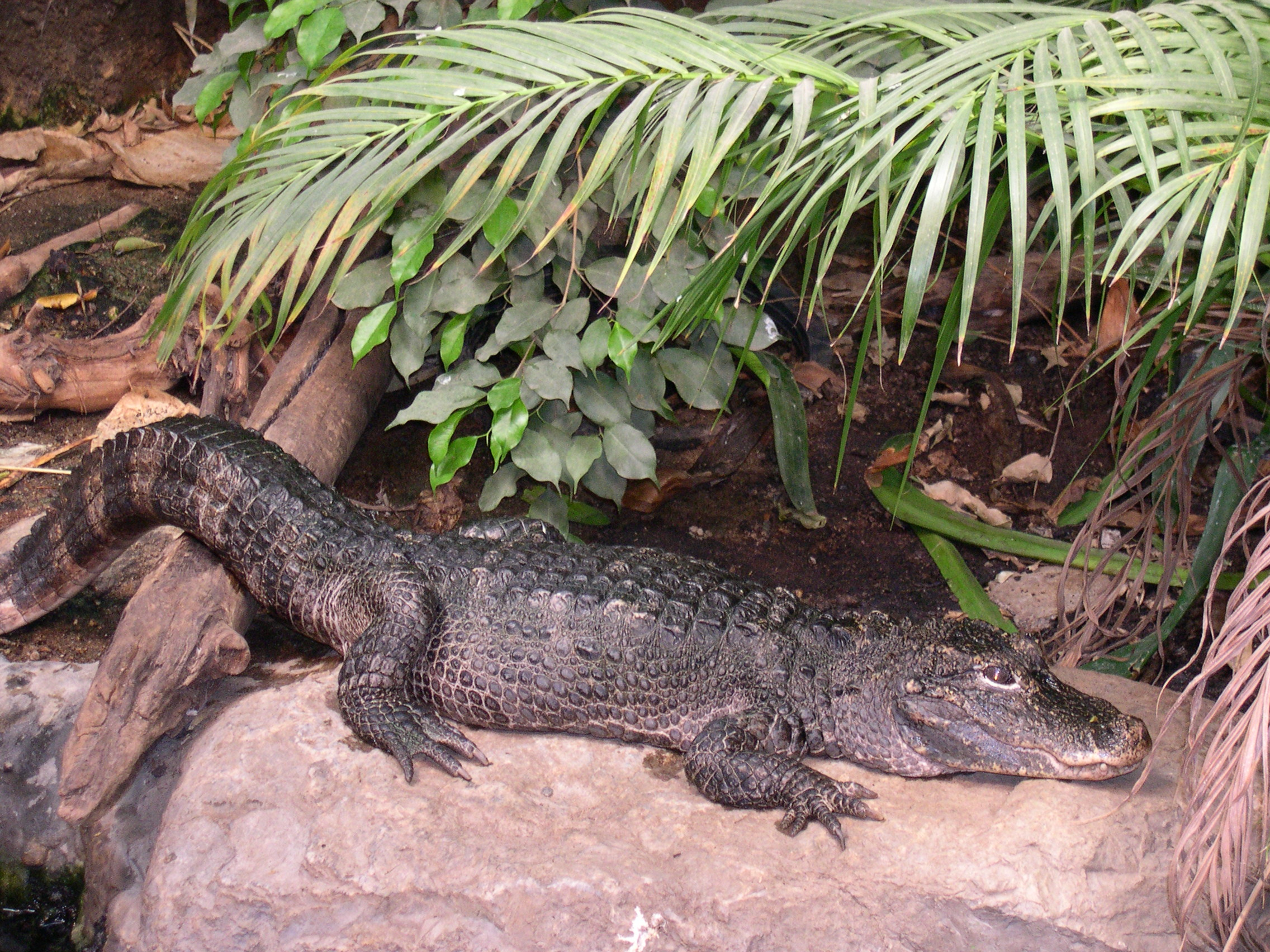
Aligátor chino
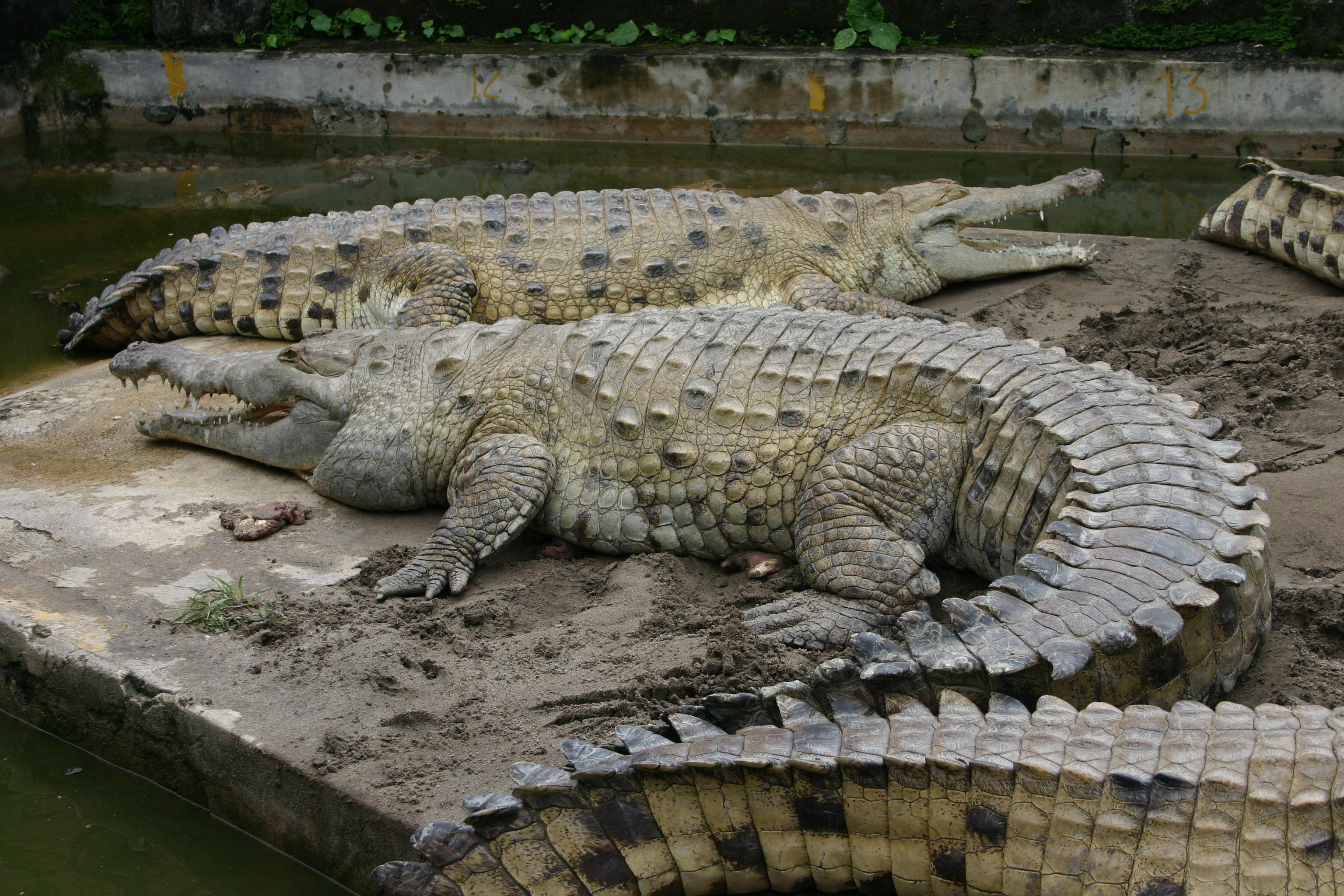
Cocodrilo del Orinoco
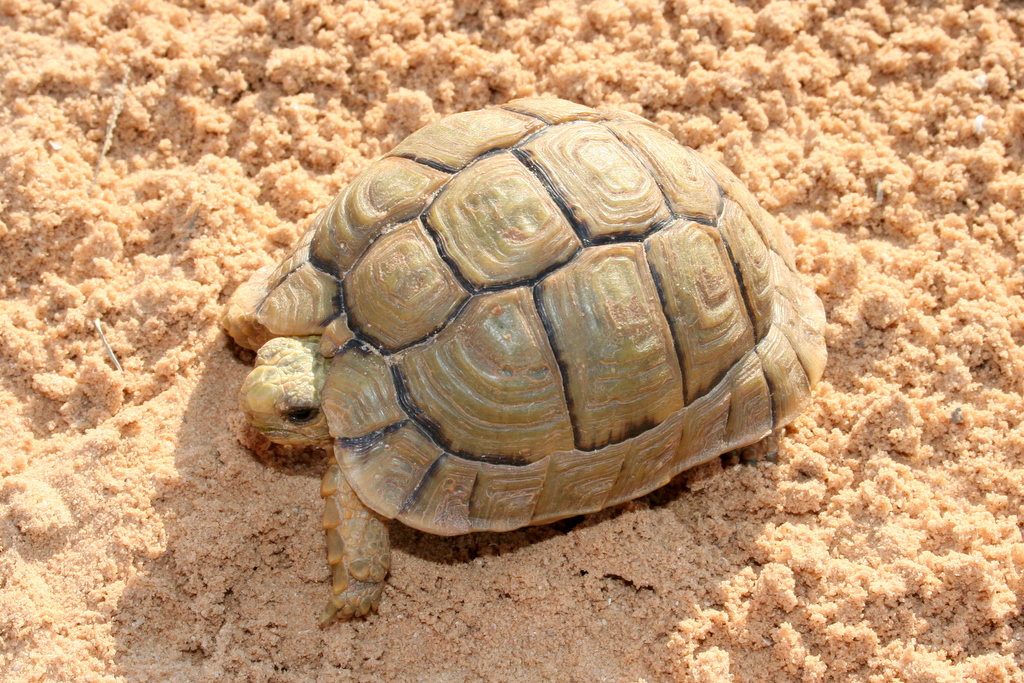
Tortuga egipcia
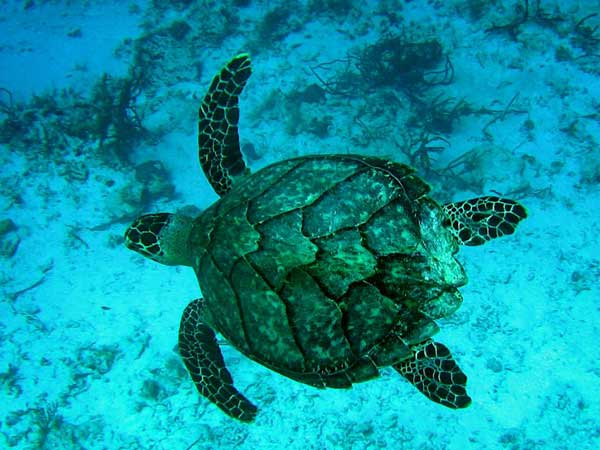
Tortuga carey